# Chondrilla sztywna
Chondrilla sztywna (Chondrilla juncea L.) – gatunek rośliny należącej do rodziny astrowatych. Występuje naturalnie w Europie południowej i środkowej, w zachodniej Azji i północno-zachodniej Afryce. Jako gatunek introdukowany jest uporczywym chwastem w Ameryce Północnej, Południowej, w Australii i Nowej Zelandii. W Polsce rozpowszechniony z wyjątkiem wyższych partii pogórza i gór. Rośnie w miejscach piaszczystych, nasłonecznionych. Gatunek jest obligatoryjnym apomiktem – nasiona powstają wyłącznie w wyniku partenogenezy.

## Morfologia

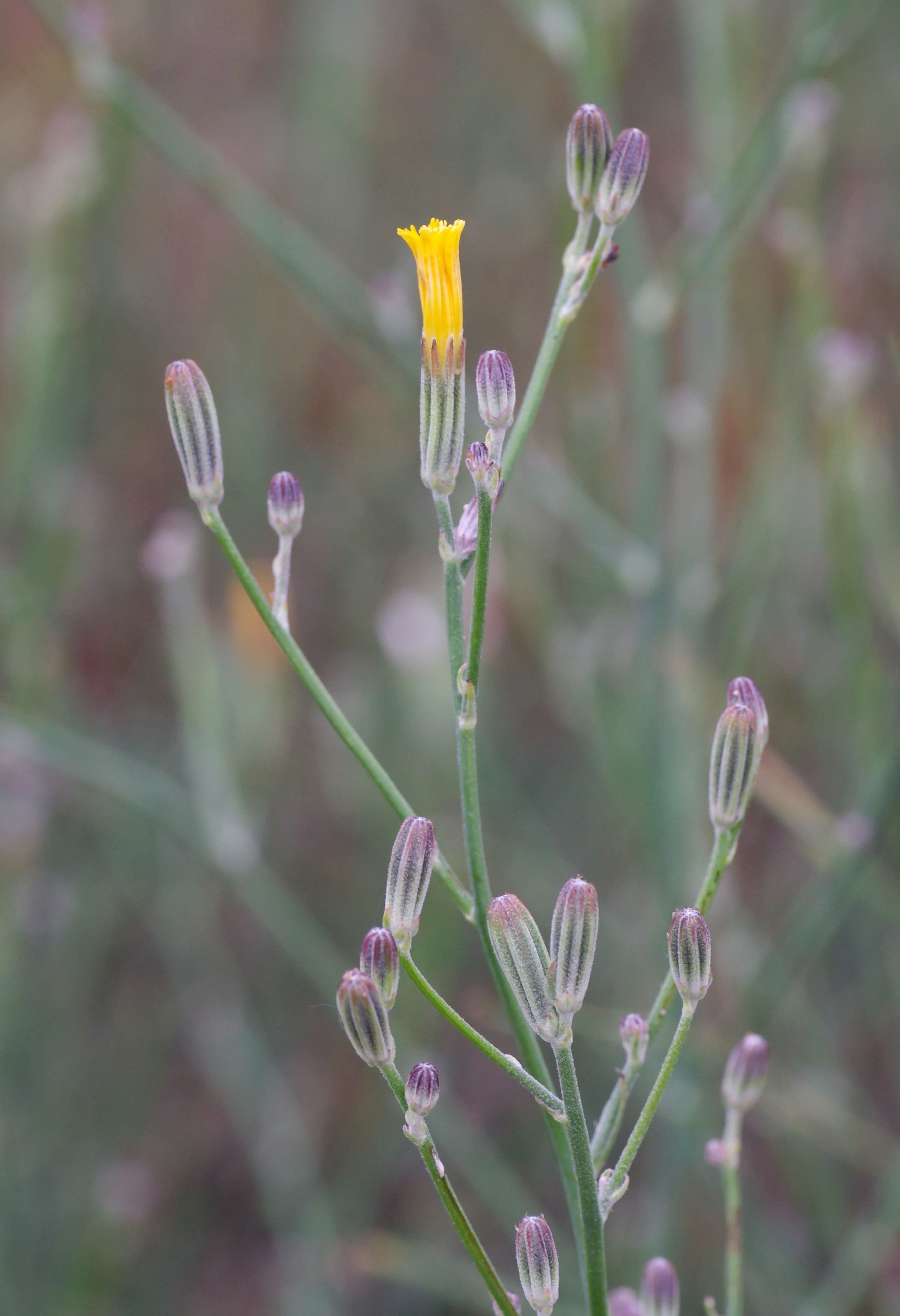
Fragment kwiatostanu złożonego
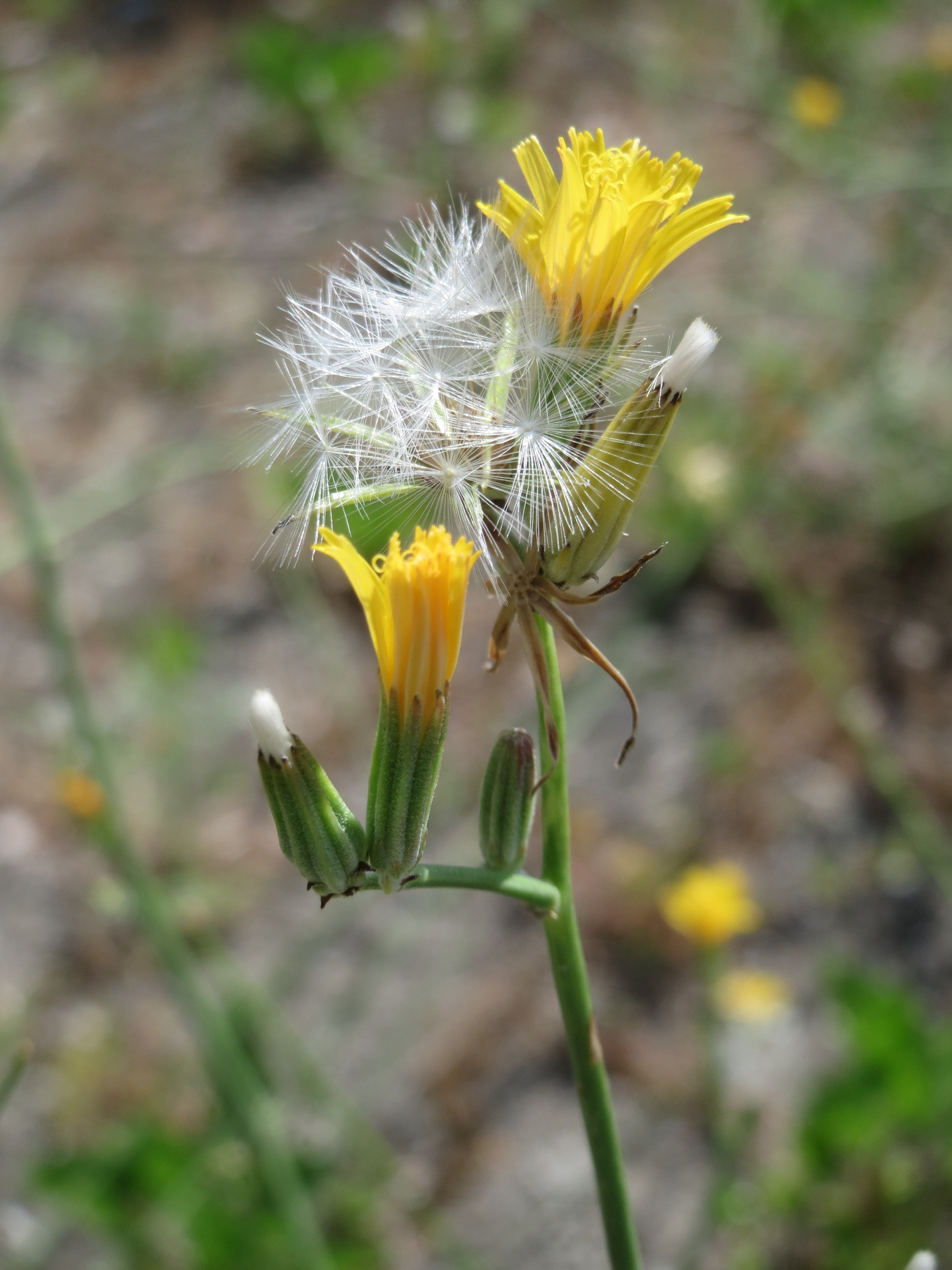
Koszyczki kwitnące i owocujące
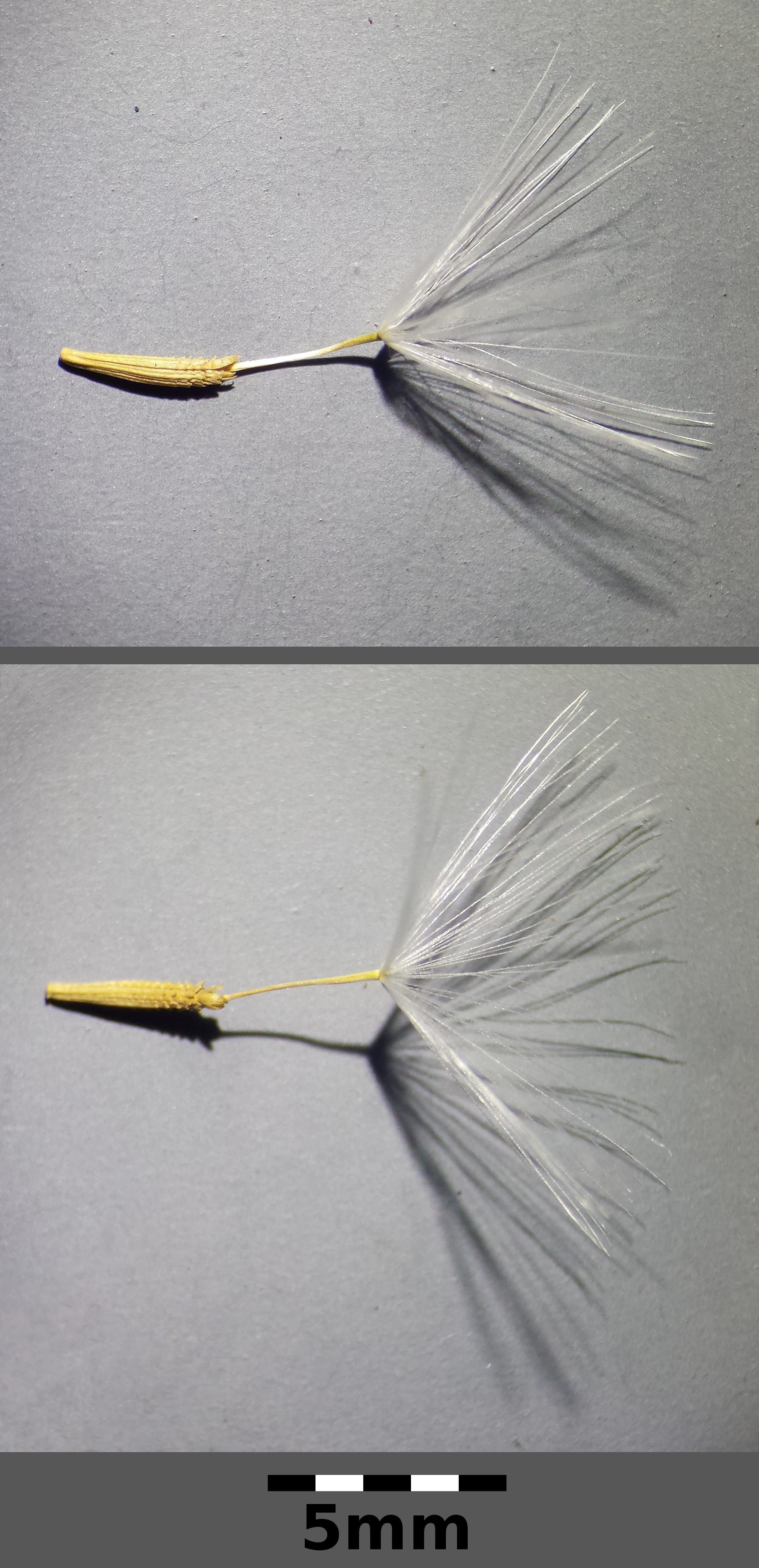
Owoce z aparatem lotnym
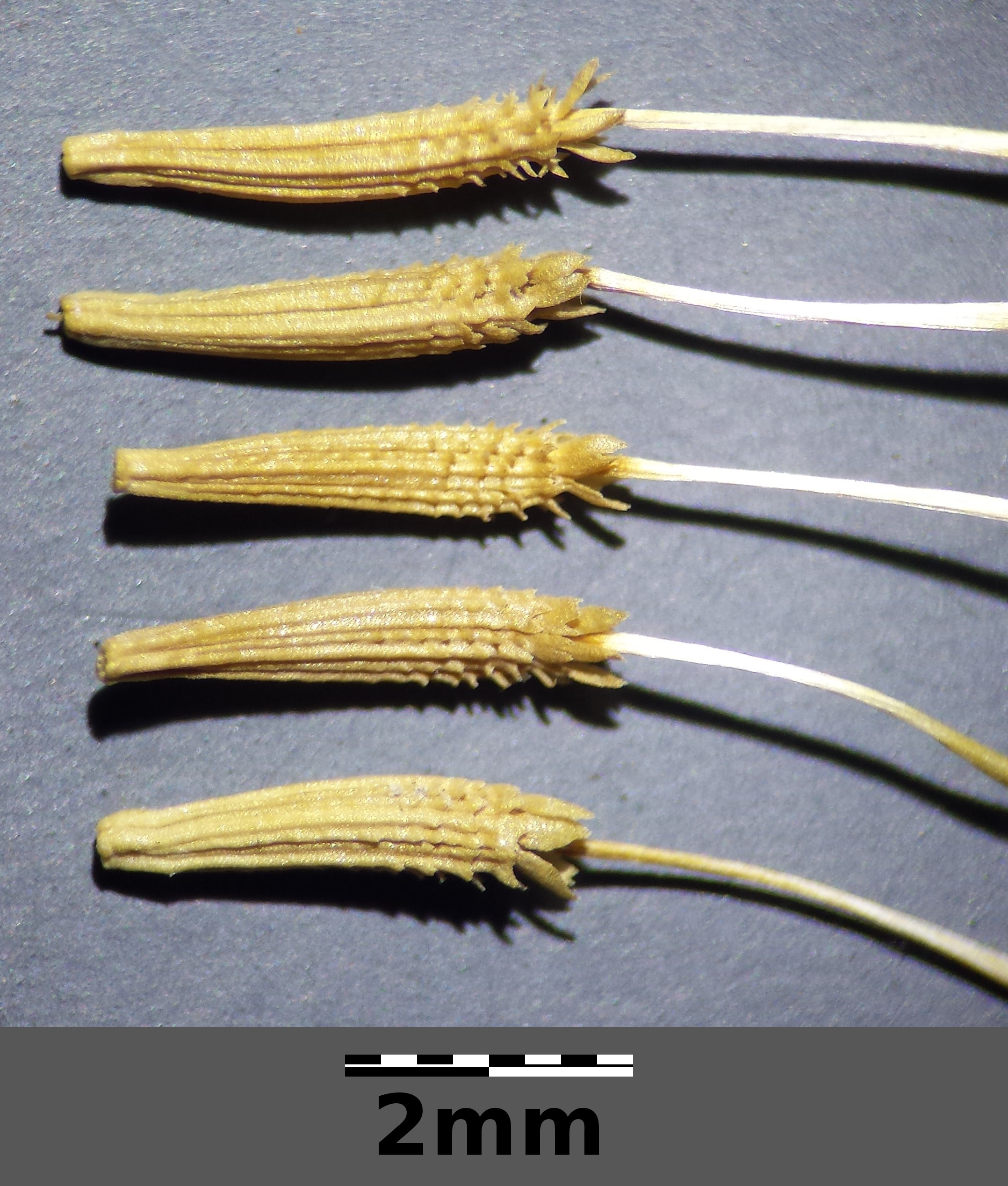
Owoce

KorzeńPalowy, nierzadko bardzo długi.
ŁodygaWzniesiona lub pokładająca się, zwykle od nasady silnie rozgałęziona, gałązki sztywne, wzniesione. Osiąga zwykle od 0,5 do 1 m wysokości, rzadziej do 1,2 m. W dole bywa szczecinkowato owłosiona, poza tym naga, niebieskozielona.
LiścieDwojakiego rodzaju – zebrane w rozecie przyziemnej i łodygowe. Te pierwsze zasychają w czasie kwitnienia. Ich blaszka jest odwrotnie jajowata, długości do 10, rzadko do 12 cm, i do 4 cm szerokości. W różnym stopniu zatokowo wcinane i nierówno ząbkowane. Dolne liście łodygowe podobne do tych z rozety, ku górze coraz bardziej lancetowate i w końcu równowąsko lancetowate, coraz rzadziej, odlegle ząbkowane, najwyższe liście całobrzegie.
KwiatyNiewielkie koszyczki z żółtymi kwiatkami języczkowatymi wyrastają na krótkich szypułkach pojedynczo lub zebrane są po kilka w szczytowych częściach pędów. Okrywa koszyczków jest cylindryczna, złożona z lancetowatych, zaostrzonych listków o długości ok. 1 cm. Nasada okrywy i krótkie szypuły są okryte gęstymi, białymi włoskami. Kwiatów w koszyczkach jest zwykle od 8 do 12, z płatkami wyraźnie ząbkowanymi na końcach.
OwoceNiełupki wrzecionowate, pięciożeberkowe, wraz z puchem kielichowym osiągają do ok. 1,5 cm długości. Puch pojedynczy, biały.

## Biologia i ekologia

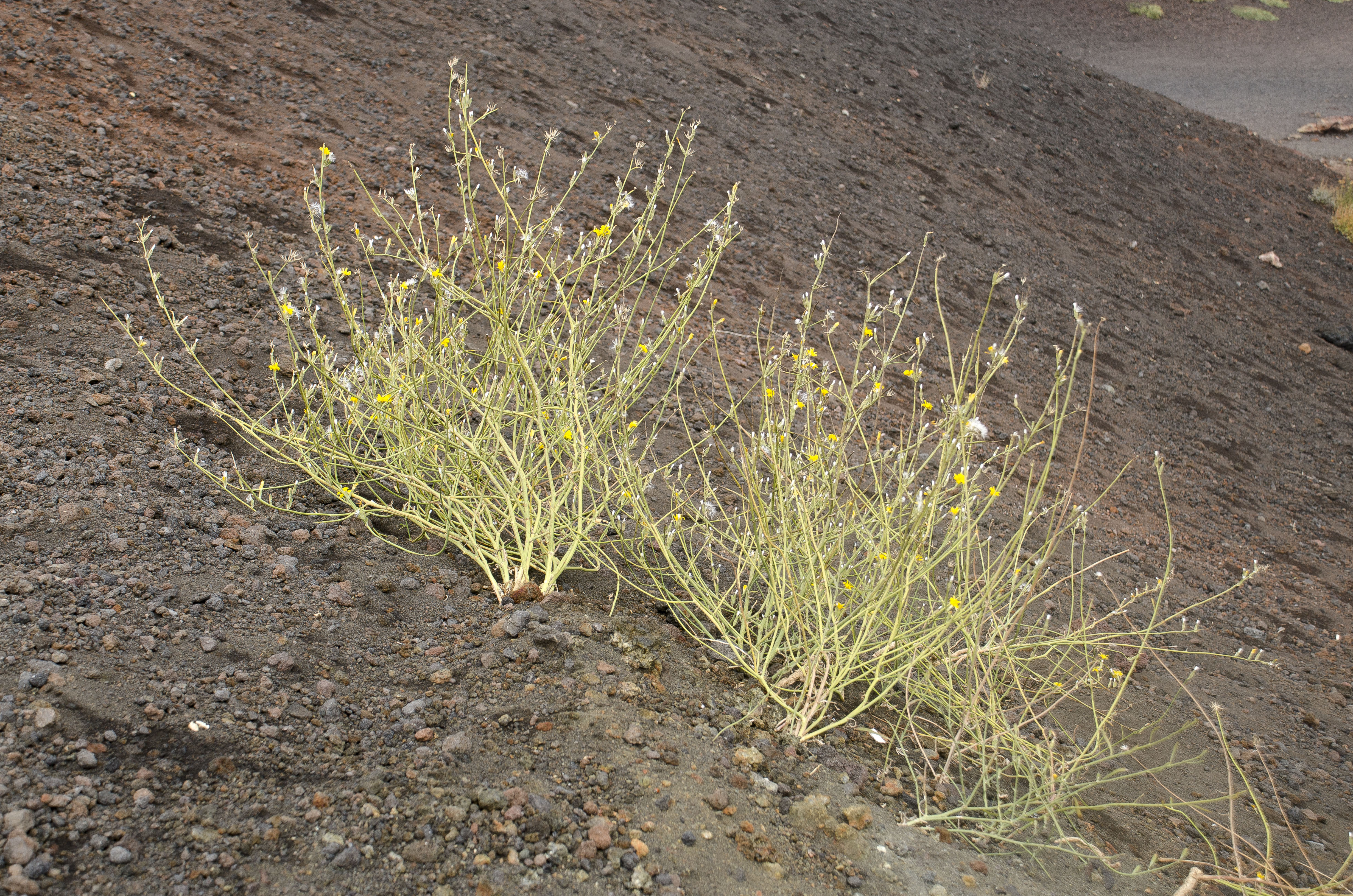
Chondrilla na nagich stokach Etny na Sycylii

Roślina dwuletnia lub bylina. Kwitnie latem; w Europie Środkowej od lipca do sierpnia, czasem do września, w Ameryce Północnej do października. Kwiaty otwierają się w najjaśniejszej części dnia, zwykle między godziną 9 i 15. Gatunek należy do roślin kompasowych – blaszki liści łodygowych ustawiają się w porze najsilniejszego nasłonecznienia pionowo i równolegle do kierunku padania promieni słonecznych.
Rośnie w miejscach piaszczystych i kamienistych, nasłonecznionych. Często w miejscach przekształconych przez człowieka – na siedliskach ruderalnych, takich jak: przydroża, przytorza, nieużytki, także na miedzach, odłogach i w uprawach. Rośnie jako chwast zwłaszcza w uprawach zbożowych i w winnicach, w szczególności na obszarach, gdzie jest gatunkiem inwazyjnym. 
W klasyfikacji zbiorowisk roślinnych Europy Środkowej uznany jest za gatunek charakterystyczny dla muraw napiaskowych ze związku SAll. Koelerion glaucae. Rośnie także w zbiorowiskach rzędów Festucetalia valesiacae, Onopordetalia acanthii i związku Caucalidion lappulae.
Liczba chromosomów 2n wynosić może 14, 15, 16, 30.

## Znaczenie ekonomiczne
Na obszarach, gdzie jest gatunkiem inwazyjnym, jest chwastem upraw polowych. W Australii, gdzie notowany jest od 1917, uważany jest za „najbardziej uporczywy chwast zbóż”. Jest tak kłopotliwy ponieważ na ubogich siedliskach jest silnie konkurencyjny – dzięki silnemu i głębokiemu systemowi korzeniowemu sprawnie pozyskuje wodę i substancje odżywcze z gleby. Jest odporny na suszę, zabiegi agrotechniczne i działanie wielu herbicydów. Okazałe, sztywne i silnie rozgałęzione pędy utrudniają zbiór plonów, włącznie z uszkadzaniem maszyn rolniczych. Zawleczony do wschodnich Stanów Zjednoczonych w 1896, na zachodzie pojawił się w 1938 i na początku XXI wieku zajmował tam ponad 2,5 mln ha. W Ameryce Południowej pierwszy raz odnotowany został w Buenos Aires w 1977. Prędkość rozprzestrzeniania się gatunku w Australii wyliczona została na 24 km rocznie. Do jego zwalczania wykorzystuje się grzyba Puccinia chondrollina.
Liście mają łagodny, przyjemny smak i we Francji oraz w Hiszpanii spożywane są w sałatkach. Owoce uznawane są jednak za trujące.
Ze względu na silne właściwości antyoksydacyjne stanowi przedmiot badań w celu zastosowania w medycynie.